# Сазыкин, Николай Иванович
Николай Иванович Сазыкин (15 июля 1909, Баку — 1976) — директор Арсеньевского машиностроительного завода «Прогресс» Министерства авиационной промышленности СССР, Герой Социалистического Труда (1971), лауреат Ленинской премии (1976), Почётный гражданин города Арсеньева (Приморский край).

## Биография
Родился в крестьянской семье. Трудовую деятельность начал в 1927 году слесарем на заводе «Красный молот» в г. Грозный. В 1931 году перебрался в Москву, работал на «Электрозаводе» и учился в Московском авиационном институте. С 1936 года, после окончания института, работал инженером, заместителем главного инженера, главным технологом на московском предприятии. В 1943—1945 годах воевал на фронтах Великой Отечественной войны. За участие в боях он был награждён орденом Красной Звезды и несколькими медалями.
На авиационный завод в бывший поселок Семёновка (ныне г. Арсеньев) Сазыкин приехал в 1945 году. Свою трудовую деятельность начал с 8 декабря 1945 года с должности главного технолога, начальником производства. С 1959 года по своей кончины в 1976 году занимал должность директора авиапредприятия.
Сазыкин — организатор выпуска учебно-тренировочных самолётов У-2, Як-18, Як-18ПМ, на которых современные пилоты завоевали немало призов на международных соревнованиях. Он стал инициатором выпуска самолётов для местных пассажирских авиалиний: Ан-14 «Пчёлка», планёров «Пионер» и «Приморец», аэросаней «Север-2», пилотажного самолёта международного класса Як-50, который охотно покупали за рубежом.
При участии Сазыкина сооружался Дворец культуры завода «Прогресс». Был удостоен почётного звания «Отличник народного образования», избран почётным гражданином Арсеньева.

## Награды
В 1971 году Сазыкину было присвоено звание Героя Социалистического Труда, в 1976 году — присуждена Ленинская премия.

## Память
- Именем Н. И. Сазыкина названа улица в городе Арсеньев и авиакомпания «Прогресс», которую он возглавлял.
- В 1981 году на здании заводоуправления авиакомпании «Прогресс» установлена мемориальная доска с барельефом Сазыкина и текстом решения Совмина РСФСР от 6 апреля 1977 года о присвоении Арсеньевскому машиностроительному заводу «Прогресс» (так он тогда назывался) имени его бывшего директора. Также в 1984 году на доме, в котором жил Сазыкин, установлена мемориальная доска с надписью: «В этом доме жил с 1967 по 1976 г. лауреат Ленинской премии, Почетный гражданин г. Арсеньева, герой Соц. Труда Николай Иванович Сазыкин»[4].
- В память о Сазыкине в Арсеньеве проводится ежегодный волейбольный турнир с участием команд из различных регионов Дальнего Востока[5].